# Amauroderma exile
Amauroderma exile är en svampart som först beskrevs av Miles Joseph Berkeley, och fick sitt nu gällande namn av Torrend 1920. Amauroderma exile ingår i släktet Amauroderma och familjen Ganodermataceae.   Inga underarter finns listade i Catalogue of Life.